# Барановський Полікарп Павлович
Поліка́рп Па́влович Барано́вський (* 15 квітня 1897, Немирів Подільської губернії, сучасна Вінницька область — 27 лютого 1963) — український музичний акустик, інженер-винахідник, музикознавець. З 1945 — у Спілці композиторів УРСР.

## Життєпис
В часі Першої світової війни (до 1918) — рентгентехнік Чорноморського військового флоту.
1925 року закінчив Київський рентгенінститут, 1938 — Київський енергоінститут.
З 1932 року працює старшим радіотехніком тон-лабораторії Київської кінофабрики. 1935 року проводив спільні дослідження з Євгеном Юцевичем явища дуалізму музичних інтервалів.
В 1938—1944 роках — в Інституті електрозварювання АН УРСР, науковий співробітник. В 1941—1944 — у евакуації, працював на Уралі — авіаційний і танковий заводи, Бежицький машинобудівельний інститут.
В 1944—1949 працює науковцем Українського НДІ психології міністерства освіти УРСР. Одночасно завідує організованою ним звуколабораторією Інституту мистецтвознавства, фольклору та етнографії АН УРСР.
Зареєстрував більше 10 авторських та раціоналізаторських свідоцтв.
Серед досліджень у царині акустики й звукозапису:
- «Матеріали по дослідженню слухової чутливості», 1958,
- «Побудова звукового ряду чистого строю», 1958—1959,
- «Індивідуальні особливості чутливості до висоти тону (в середньому регісті)»,
- «Інтонування мелодії дітьми молодшого шкільного віку»,
- «Дослідження впливу втоми на частотну чутливість вуха (в середньому регістрі)»,
- «Комографічна методика дослідження інтонаційної здатності слуху».

Література
- «Відгук про наукову діяльність Барановського П.», А. Л. Абашев-Константиновський, 1962.